# Galleria della Furka
La galleria della Furka è un tunnel ferroviario a scartamento ridotto della Svizzera, lungo 1874 m, posto nella tratta montana acclive, della ferrovia del Furka-Oberalp, che raggiunge il culmine a 2160 m sul livello del mare nella stazione di passo della Furka tra Oberwald (a 1369 m) nel Canton Vallese e Realp (a 1538 m) nel cantone di Uri. Il tunnel è a semplice binario ed è stato sostituito, nel 1982, con la nuova tratta in galleria di base della Furka; la lunga galleria di base si era resa necessaria per risolvere il serio problema dell'interruzione dell'esercizio che la ferrovia doveva affrontare ogni anno, da ottobre alla successiva primavera. A causa delle valanghe infatti, all'inizio di ogni stagione invernale, veniva smontata la linea aerea e tutto ciò che sporgesse più di un metro dal piano del ferro per preservarlo dalla distruzione. Anche il ponte Steffenbach veniva smontato in tre pezzi, e poi rimontato, ogni volta con consistenti spese di esercizio.. La vecchia galleria dismessa è ora riutilizzata, dal 2001, con la riapertura parziale a scopo turistico della linea che ha preso il nome di Dampfbahn Furka-Bergstrecke.
In seguito la linea completa è stata riaperta nel 2010.